# Юстарис (кантон)
Юстари́с (фр. Ustaritz) — упразднённый французский кантон, находился в регионе Аквитания, департамент Атлантические Пиренеи. Входил в состав округа Байонна. Код INSEE кантона — 6441. Всего в кантон Юстаритс входили 9 коммун, из них главной коммуной являлась Юстарис.
Кантон был упрезднён декретом от 25 февраля 2014 года, который вступил в силу 22 марта 2015 года. Коммуны кантона Юстарис вместе с коммунами кантонов  Эспелет и Сен-Жан-де-Люз вошли в новый кантон Юстарис — Валле-де-Нив и Нивель.

## Население
Население кантона на 2012 год составляло 25 177 человек.
| 1962 | 1968 | 1975   | 1982   | 1990   | 1999   | 2006   | 2012   |
| ---- | ---- | ------ | ------ | ------ | ------ | ------ | ------ |
| 8745 | 9555 | 10 912 | 13 482 | 15 962 | 19 192 | 22 093 | 25 177 |

## Коммуны кантона
| Коммуна           | Население, чел. (2012) | Почтовый индекс | Код INSEE |
| ----------------- | ---------------------- | --------------- | --------- |
| Альсу             | 532                    | 64480           | 64255     |
| Арбон             | 2075                   | 64210           | 64035     |
| Арканг            | 3133                   | 64200           | 64038     |
| Аэц               | 1899                   | 64210           | 64009     |
| Басюсарри         | 2490                   | 64200           | 64100     |
| Жачу              | 1106                   | 64480           | 64282     |
| Ларресор          | 1694                   | 64480           | 64317     |
| Сен-Пе-сюр-Нивель | 5954                   | 64310           | 64495     |
| Юстарис           | 6294                   | 64480           | 64547     |